# Josep Domènech Grau
Josep Domènech Grau (Reus, 22 d'agost de 1870 - 20 d'octubre de 1904) va ser un periodista català i procurador dels tribunals.
Estudià Dret a la Universitat de Barcelona i va guanyar unes oposicions a procurador dels tribunals professió que exercí a Reus. Amb gran facilitat per la informació periodística va dirigir el Diari de Reus, on publicava els editorials sense signar, i el setmanari satíric La Trompeta de caràcter més literari que humorístic. També col·laborà a Las Circunstancias. D'ideologia socialista, va participar en campanyes electorals d'aquest partit, tot i que no hi va estar afiliat. Va morir de sobte als 34 anys.